# Gurutina
Gurutina (a veces escrito Gurutiña u Orotina por algunos autores) fue un rey indígena de la etnia chorotega de Costa Rica, cuyos dominios se hallaban ubicados en la costa del océano Pacífico en el siglo XVI.
Aunque en Fernández Guardia (1975) se sugirió que el reino de Gurutina se encontraba entre los ríos Aranjuez y Chomes (Guacimal), en Bákit (1981) se planteó la hipótesis de que estaba ubicado mucho más al sudoeste, en las vecindades de los ríos Jesús María y Machuca, y que se extendía desde la ensenada de Tivives hasta las vecindades de la actual ciudad de Orotina.
Gurutina era un monarca importante y rico, ya que según el itinerario y cuentas de la expedición de Gil González Dávila, en 1522, el rey entregó a los españoles 6053 pesos de oro y en sus dominios se bautizaron 713 personas, cifras considerablemente mayores que las obtenidas por esa misma expedición en otros reinos indígenas de las vecindades. Bákit consideró además que Gurutina fue el rey indígena que en 1519 atacó a la flota de Juan de Castañeda y Hernán Ponce de León cuando intentaron desembarcar en la zona.
Los súbditos de Gurutina aparecen mencionados en otros documentos con el nombre de orotiñas, y en algunas oportunidades se dio al golfo de Nicoya el nombre de golfo de Orotina u Orotiña.